# Salaheddine Bassir
Salaheddine Bassir (Casablanca, 5 de setembro de 1972) é um ex-futebolista profissional marroquino, atacante, disputou a Copa do Mundo de 1998.

## Carreira
Bassir representou a Seleção Marroquina de Futebol nas Olimpíadas de 2000.